# Ordre de bataille unioniste de la seconde bataille de Deep Bottom
Les commandants et les unités de l'armée de l'Union ont combattu lors de la seconde bataille de Deep Bottom (13-20 août, 1864) au cours de la campagne de Petersburg de la guerre de Sécession. L'ordre de bataille est compilé à partir des décomptes officiels des victimes, et ne comprend que des unités qui ont subi des pertes. L'ordre de bataille confédéré est fourni séparément.

## Abréviations utilisées

### Grade militaire
- MG = Major général
- BG = Brigadier général
- Col = Colonel
- Ltc = Lieutenant-colonel
- Maj = Commandant
- Cpt = Capitaine
- Lt = Lieutenant

### Autre
- (b) = blessé
- mb = mortellement blessé
- † = tué
- (PDG) = capturé

## Armée du Potomac

### IIe corps
MG Winfield S. Hancock
| Division                                                  | Brigade                                                | Régiments et autres |
| --------------------------------------------------------- | ------------------------------------------------------ | --- |
| Première division BG Francis C. Barlow BG Nelson A. Miles | Première brigade BG Nelson A. Miles Col James C. Lynch | - 28th Massachusetts - 26th Michigan - 5th New Hampshire - 2nd New York Heavy Artillery - 4th New York Heavy Artillery - 61st New York - 81st Pennsylvania - 140th Pennsylvania - 183rd Pennsylvania                                                                       |
| Première division BG Francis C. Barlow BG Nelson A. Miles | Brigade consolidée Col Levin Crandell                  | - 7th New York (5 compagnies) - 39th New York (6 compagnies) - 52nd New York (6 compagnies) - 57th New York - 62nd New York (6 compagnies) - 69th New York (6 compagnies) - 88th New York (5 compagnies) - 111th New York - 125th New York - 126th New York                |
| Première division BG Francis C. Barlow BG Nelson A. Miles | Quatrième brigade Ltc K. Oscar Broady                  | - 7th New York Heavy Artillery - 64th New York - 66th New York - 53rd Pennsylvania - 116th Pennsylvania - 145th Pennsylvania - 148th Pennsylvania |
| Deuxième division Col Thomas A. Smyth                     | Première brigade Col George N. Macy Ltc Horace P. Rugg | - 19th Maine - 19th Massachusetts - 26th Massachusetts - 1st Company Massachusetts Sharpshooters - 7th Michigan - 1st Minnesota Battalion (2 compagnies) - 59th New York - 152nd New York - 184th Pennsylvania - 36th Wisconsin                                            |
| Deuxième division Col Thomas A. Smyth                     | Deuxième brigade Col Mathew Murphy                     | - 8th New York Heavy Artillery - 155th New York - 164th New York - 170th New York - 182nd New York |
| Deuxième division Col Thomas A. Smyth                     | Troisième brigade Ltc Francis E. Pierce                | - 14th Connecticut - 1st Delaware - 2nd Delaware (2 compagnies) - 12th New Jersey - 10th New York (6 compagnies) - 108th New York - 4th Ohio (4 companies) - 69th Pennsylvania - 106th Pennsylvania (3 compagnies) - 7th West Virginia (4 compagnies)                      |
| Deuxième division Col Thomas A. Smyth                     | Brigade d'artillerie                                   | - Maine Light, Sixth Battery - 1st New York Light, Battery G |
| Troisième division BG Gershom Mott                        | Première brigade BG Régis de Trobriand                 | - 20th Indiana - 1st Maine Heavy Artillery : Daniel Chaplin (k) - Thomas Hammond Talbot - 17th Maine - 40th New York - 73rd New York - 86th New York - 124th New York - 63rd Pennsylvania (3 compagnies) - 99th Pennsylvania - 110th Pennsylvania - 2nd U.S. Sharpshooters |
| Troisième division BG Gershom Mott                        | Deuxième brigade Col Calvin A. Craig Col John Pulford  | - 1st Massachusetts Heavy Artillery - 5th Michigan - 93rd New York - 57th Pennsylvania - 84th Pennsylvania - 105th Pennsylvania - 141st Pennsylvania - 1st U.S. Sharpshooters                                                                                              |
| Troisième division BG Gershom Mott                        | Troisième brigade Col Robert McAllister                | - 11th Massachusetts (7 compagnies) - 5th New Jersey (3 compagnies) - 6th New Jersey (3 compagnies) - 7th New Jersey - 8th New Jersey - 11th New Jersey - 72nd New York (1 compagnie) - 120th New York                                                                     |
| Troisième division BG Gershom Mott                        | Brigade d'artillerie                                   | - 1st New Jersey Light, Battery B - 1st Pennsylvania Light, Battery F |

## Armée de la James

### Xe corps
MG David B. Birney
| Division                                  | Brigade                                                                                           | Régiments et autres |
| ----------------------------------------- | ------------------------------------------------------------------------------------------------- | --- |
| Première division BG Alfred H. Terry      | Première brigade Col Francis B. Pond Col Alvin C. Voris Col Joshua B. Howell                      | - 39th Illinois - 62nd Ohio - 67th Ohio - 85th Pennsylvania                                                                      |
| Première division BG Alfred H. Terry      | Deuxième brigade Col Joseph R. Hawley                                                             | - 6th Connecticut - 7th Connecticut - 3rd New Hampshire - 7th New Hampshire - 16th New York Heavy Artillery (7 compagnies)       |
| Première division BG Alfred H. Terry      | Troisième brigade BG Robert S. Foster                                                             | - 10th Connecticut - 11th Maine - 1st Maryland Cavalry (démonté) - 24th Massachusetts - 100th New York                           |
| Deuxième division BG John Wesley Turner   | Première brigade [non engagée]                                                                    | |
| Deuxième division BG John Wesley Turner   | Deuxième brigade Ltc William B. Coan                                                              | - 47th New York - 48th New York - 76th Pennsylvania - 97th Pennsylvania                                                          |
| Deuxième division BG John Wesley Turner   | Troisième brigade Col Francis A. Osborn Maj Ezra L Walrath Cpt Frank W. Parker Cpt Robert J. Gray | - 13th Indiana (3 compagnies) - 9th Maine - 4th New Hampshire - 115th New York - 169th New York                                  |
| Deuxième division BG John Wesley Turner   | Brigade de couleur BG William Birney                                                              | - 29th Connecticut - 7th U.S. Colored Troops - 8th U.S. Colored Troops - 9th U.S. Colored Troops                                 |
| Deuxième division BG John Wesley Turner   | Brigade d'artillerie Ltc Freeman McGilvery                                                        | - Connecticut Light, 1st Battery - New Jersey Light, 4th Battery - 3rd Rhode Island Heavy, Battery C - 1st U.S., Batteries C & D |
| Deuxième division BG John Wesley Turner   | Non affecté                                                                                       | - 4th Massachusetts Cavalry, 1st & 3rd Battalions                                                                                |
| Division de cavalerie BG David McM. Gregg | Première brigade Col William Stedman                                                              | - 1st Massachusetts - 1st New Jersey - 10th New York - 6th Ohio - 1st Pennsylvania                                               |
| Division de cavalerie BG David McM. Gregg | Deuxième brigade Col J. Irvin Gregg Col Michael Kerwin                                            | - 1st Maine - 2nd Pennsylvania - 4th Pennsylvania - 13th Pennsylvania - 16th Pennsylvania                                        |
| Division de cavalerie BG David McM. Gregg | Brigade d'artillerie                                                                              | - 2nd U.S., Battery A |